# فورست بارك (جورجيا)
فورست بارك (بالإنجليزية: Forest Park, Georgia)‏ هي مدينة تقع في مقاطعة كلايتون، جورجيا بولاية جورجيا في الولايات المتحدة. تبلغ مساحة هذه المدينة 24.4 (كم²)، وترتفع عن سطح البحر 301 م، بلغ عدد سكانها 18468 نسمة في عام 2010 حسب إحصاء مكتب تعداد الولايات المتحدة.

## أعلام
- دانيال إل. أكين
- كوري جونسون
- بيل لي
- روسكو تومسون

## وصلات خارجية
- http://forestparkga.org/
- Cities & Counties - Georgia.gov